# Рейон
Рейо́н (фр. Reillon) — коммуна во французском департаменте Мёрт и Мозель региона Лотарингия. Относится к  кантону Бламон.	

## География
Рейон расположен в 45 км к востоку от Нанси. Соседние коммуны: Лентре на севере, Гондрексон на востоке, Шазель-сюр-Альб на юго-востоке, Блемре на юго-западе, Вео на западе.

## История
Рейон был фронтовой деревней с ноября 1914 по 1918 годы. Был полностью разрушен, после войны на его месте оставались три огромные воронки, траншеи и тоннели. 

## Демография
Население коммуны на 2010 год составляло 60 человек.
| 1962 | 1968 | 1975 | 1982 | 1990 | 1999 | 2010 |
| ---- | ---- | ---- | ---- | ---- | ---- | ---- |
| 63   | 54   | 64   | 83   | 87   | 72   | 60   |